# 杉山義法
杉山 義法（すぎやま ぎほう、1932年1月17日 - 2004年8月3日）は、新潟県新発田市出身の脚本家。新潟県立新発田高等学校を経て、日本大学芸術学部映画学科卒業。
代表作は、日本テレビ系列の「年末時代劇スペシャル」シリーズ。本名をそのまま筆名にしているが、読み方は、筆名が「すぎやま・ぎほう」、本名が「すぎやま・よしのり」。
日本放送作家協会、脚本家連盟、各会員。 

## 来歴・人物
生家は映画館で、本人も少年時代は映画少年だったと話す。映画監督を志すも、映画会社の入社試験には次々に失敗。「そんなに映画が僕を嫌うなら映画の敵になってやる」として、まず映画とは違う方向へ行ってみようと、フリーでラジオ界入り。野坂昭如と知り合い、野坂が回してくれた伝手を頼って紹介してくれたNHKディレクターの安江泰雅との出会いが大きな転機となる。1963年のNHKの浪曲ドラマ『多助江戸日記－塩原多助一代記より－』で脚本デビュー。その後もNHKの大衆名作座『人形佐七捕物帳』など、安江が多く脚本の仕事を回してくれるようになる。この他にもこの1960年代から、主にテレビ時代劇で活躍し、NHK大河ドラマなど、大作の脚本を務める。1985年、日本テレビ系『忠臣蔵』の脚本を担当。この作品が日本テレビ系「年末時代劇スペシャル」第1作となり、その後はほぼ毎年、このシリーズの脚本を担当。シリーズ最終作となる1993年の『鶴姫伝奇 -興亡瀬戸内水軍-』まで、合計8作品の脚本を手がけて、不可欠のスタッフとしてシリーズを支えた。
また、1996年演劇制作者集団「ドラマバンク」を旗揚げ、代表幹事を務めた。第1回公演は「日本つれづれ節」。独り芝居「横浜ローザ」は、「ドラマバンク」の代表的演目で、現在も公演され、高い評価を得ている。
日本大学映画学科の監督コース講師も務めた。
多彩な趣味を楽しんだ人物でもある。ピアノの弾き語りは相当な腕前で、ギターも弾くなど、音楽を愛した。歌声にも味があり、十八番は石原裕次郎だったという（「勇者たち」など）。自他共に認める、写真機収集家でもあった。また、NHK連続テレビ小説『風見鶏』を執筆したことから、ドラマの舞台だった神戸市の名誉市民となっている。

## 主なテレビ作品
- 天と地と（1969年、NHK大河ドラマ）
- 春の坂道（1971年、NHK大河ドラマ）
- みちくさ (1974年のテレビドラマ)
- 妻たちの二・二六事件（1976年、NHK、全５回）
- 風見鶏（1977年10月 - 1978年4月、NHK連続テレビ小説）
- 夏の光に・・・（1980年、-モンテカルロ国際テレビ祭金賞 最優秀脚本賞）- NHK名作選(動画・静止画) NHKアーカイブス
- いのち燃ゆ（1981年4月 ‐ 10月、NHK）
- 遠雷と怒涛と（1982年、NHK土曜ドラマ、全3回）
- よーいドン（1982年10月 - 1983年4月、NHK連続テレビ小説）
- 宮本武蔵（1984年4月 - 1985年3月、NHK新大型時代劇）
- 谷崎・その愛（1985年、NHK）
- 武蔵坊弁慶（1986年、NHK新大型時代劇）
- 樅ノ木は残った（1990年、日本テレビ里見浩太朗時代劇スペシャル）
- 年末時代劇スペシャル（日本テレビ）
  - 忠臣蔵（1985年） - テレビ大賞特別賞
  - 白虎隊（1986年） - テレビ大賞優秀作品賞
  - 田原坂（1987年）
  - 五稜郭（1988年）
  - 勝海舟（1990年）
  - 源義経（1991年）
  - 風林火山（1992年）
  - 鶴姫伝奇 -興亡瀬戸内水軍-（1993年）
- 山田風太郎 からくり事件帖-警視庁草紙より-（2001年、NHK） - 全9話で斎藤樹実子との共同脚本。

## 主な舞台作品
- 孤愁の岸  遥かなり山河（帝国劇場）
- 青年、星降る里、松のや露八（宝塚劇場）
- 宮本武蔵、弧松は語らず（歌舞伎座）
- 忠臣蔵 大石内蔵助、平家物語絵巻・恋の滝口、桃太郎侍（明治座）
- 幡随院長兵衛、松平長七郎 黄金夢ぎやまん燈籠、忠臣蔵備忘録（新橋演舞場）

## 主な映画作品
- 悲しきヒットマン（東映、脚色）
- 彫る 棟方志功の世界 - ベルリン国際映画祭短編グランプリ

## 刊行された執筆作品
- よーいドン - 日本放送出版協会
- 忠臣蔵・白虎隊（日本テレビ）- 放送脚本シリーズで他に、田原坂、五稜郭、勝海舟、源義経の計5冊が刊行
  - 白虎隊（小島剛夕劇画、日本テレビ）- 小池書院で再刊
- 小説 田原坂（角川文庫）- 各・電子書籍で再刊
- 五稜郭（角川文庫）- 小説

## テレビ出演作品
- 白虎隊（日本テレビ・ユニオン映画） - 西郷隆盛 役